# August (tytuł)

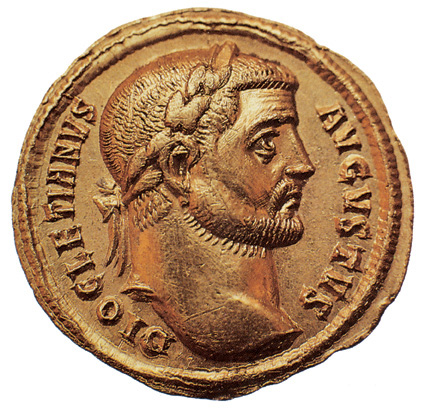
Rzymska moneta z napisem DIOCLETIANUS AUGUSTUS

Augustus (łac.) – tytuł nadany przez rzymski senat Gajuszowi Oktawianowi 16 stycznia 27 roku p.n.e. 
Młody wódz, wówczas już właściwie jedynowładca imperium rzymskiego, dołączył go do swego imienia jako przydomek i od tamtej pory nosił imię: Imperator Caesar Divi Filius Augustus. Samego słowa nie da się jednoznacznie przetłumaczyć, oznacza mniej więcej "wyniesiony dzięki boskiej mocy", "pełen boskiej mocy" i wcześniej było używane na określenie obiektów inauguracji, z których przyszłości odczytywali augurowie. Sam Oktawian nie uznawał ani tego tytułu, ani żadnego z imion jako oficjalnej nazwy sprawowanego przez się urzędu. W tym znaczeniu używał tytułu princeps senatus, przyjętego w tym samym roku, który był jedynie honorowym tytułem nadawanym jednemu z senatorów, który znajdował się na szczycie listy senackiej i miał prawo rozpoczynać obrady. Było to świadome działanie Oktawiana, który chciał być widziany jako odnowiciel republiki zaprowadzający pokój, stąd też unikał używania militarnego tytułu dux, który nosił w czasie wojen domowych, a także nie przyjął władzy królewskiej wiążącej się z tytułem rex, a powszechnie znienawidzonej w republikańskim Rzymie.
Naśladowali go w tym jego następcy, którzy również tytułowali się princeps a swą władzę nazywali principatus, stąd pierwszy okres istnienia cesarstwa nazywamy pryncypatem. Wraz z uzyskaniem władzy dodawali również imiona noszone przez Oktawiana Imperator Ceasar Augustus, wstawiając między nie swoje własne nazwisko rodzinne. Z biegiem czasu trzy te określenia przeobraziły się w faktyczne tytuły monarsze.
Przydomek ten był używany przez kolejnych cesarzy. W czasach tetrarchii jako tytułu używało go dwóch najważniejszych spośród czterech współwładców imperium. Jednakże wskutek zamętu politycznego po abdykacji Dioklecjana przez krótki czas rządziło jednocześnie aż pięciu augustów (w roku 310).
Greckim odpowiednikiem tego tytułu jest Sebastos.